# John Taylor (atleta)
John Baxter Taylor, Jr. (Washington, D.C., 3 de novembre de 1883 – Filadèlfia, Pennsilvània, 2 de desembre de 1908) va ser un atleta estatunidenc que va competir a principis del segle xx. Fou el primer afroamericà estatunidenc en guanyar una medalla d'or als Jocs Olímpics.

## Biografia
Nascut a Washington DC d'antics esclaus, la família es va establir a Filadèlfia, on Taylor va estudiar a escoles públiques i es va graduar a la Central High School el 1902. Va passar un any a la Brown Preparatory School, també de Filadèlfia, on fou el corredor del país més ràpid del quart de milla. En el seu primer any a la Universitat de Pennsilvània va ser campió de la milla de l'ICAAAA. Va millorar les seves marques el 1907, i novament fou campió de l'ICAAAA del quart de milla. Es va graduar a la Penn's School of Veterinary Medicine el 1908, i va ser membre de Phi Sigma Pi, la primera fraternitat negre. Posteriorment fitxà per l'Irish American Athletic Club de Nova York, on fou el seu membre afroamericà més destacat.
El 1908 va prendre part en els Jocs Olímpics de Londres, on guanyà la medalla d'or en la cursa dels relleus combinats, formant equip amb Nathaniel Cartmell, William F. Hamilton i Mel Sheppard.
En aquesta cursa Taylor va córrer el relleu dels 400 metres. L'equip va superar fàcilment l'equip britànic i canadenc en la primera ronda. En la final, tot i els intents alemanys i hongaresos, la victòria també va ser clara, amb tres segons sobre els alemanys. Taylor va ser el primer afroamericà estatunidenc en guanyar una medalla d'or als Jocs Olímpics. El seu parcial a la final fou de 49,8 segons. Hamilton també disputà els 400 metres. Aquesta va ser la cursa més controvertida de les disputades als Jocs de Londres. La primera final va donar lloc a protestes i la desqualificació de l'estatunidenc John Carpenter, que havia obstruït al britànic Wyndham Halswelle, en una maniobra legal segons les regles estatunidenques, però prohibida per les britàniques, sota les quals es disputa la cursa.
Com a resultat de la desqualificació de Carpenter es va haver de repetir la final, però William Robbins i John Taylor van decidir no prendre-hi part com a protesta per la decisió dels jutge. Halswelle fou l'únic medallista en aquesta cursa.
Menys de cinc mesos després de la fi dels Jocs de Londres, Taylor morí de febre tifoide el 2 de desembre de 1908 amb tan sols 26 anys. A l'obituari el The New York Times l'anomenà el "més gran corredor negre del món."